# تپه کهارد C
تپه کهارد C در شهرستان رزن، بخش مرکزی، دهستان رزن، روستای کهارد واقع شده و این اثر در تاریخ ۲۷ بهمن ۱۳۸۷ با شمارهٔ ثبت ۲۴۶۳۰ به‌عنوان یکی از آثار ملی ایران به ثبت رسیده است.